# Gastone Nencini
Gastone Nencini (ur. 1 marca 1930 w Barberino di Mugello, zm. 1 lutego 1980 we Florencji) – włoski kolarz szosowy, wicemistrz świata, zwycięzca Tour de France i Giro d’Italia.

## Kariera
Pierwszy sukces w karierze Gastone Nencini osiągnął w 1953 roku, kiedy zdobył srebrny medal w wyścigu ze startu wspólnego amatorów podczas mistrzostw świata w Lugano. W zawodach tych wyprzedził go jedynie jego rodak Riccardo Filippi, a trzecie miejsce zajął Belg Rik Van Looy. Był to jednak jedyny medal wywalczony przez Nenciniego na międzynarodowej imprezie tej rangi. W tym samym roku wygrał Giro del Casentino, w 1956 roku Tre Valli Varesine, a rok później był najlepszy w Giro della Provincia di Reggio Calabria. W 1957 roku zwyciężył także w klasyfikacji generalnej Giro d’Italia, choć nie wygrał żadnego z etapów. Był też drugi w 1960 roku (wygrywając dwa etapy) oraz trzeci w 1955 roku (wygrywając dwa etapy i klasyfikację górską). W 1960 roku był też najlepszy w Tour de France, również bez żadnego zwycięstwa etapowego. W tym samym wyścigu był piąty w 1958 roku (wygrywając jeden etap) oraz szósty w 1957 roku (wygrywając jeden etap i klasyfikację górską). Trzykrotnie startował w Vuelta a España, najlepszy wynik osiągając w 1957 roku, kiedy zajął dziewiątą pozycję w klasyfikacji generalnej.
Lew z Mugello, jak nazywano Nenciniego, dobrze sobie radził na etapach górskich. Potrafił też z powodzeniem inicjować samotne ucieczki z peletonu. Nigdy nie wystąpił na igrzyskach olimpijskich. Jako zawodowiec startował w 1953-1960.

### Nencini w Tour de France
- Tour 1956 – 22. miejsce (1 etap)
- Tour 1957 – 6. miejsce (2 etapy, lider klasyfikacji górskiej)
- Tour 1958 – 5. miejsce (1 etap)
- Tour 1960 – 1. miejsce
- Tour 1962 – wycofał się